# Alfredo Bovet
Pour les articles homonymes, voir Bovet.
Alfred ou Alfredo Bovet, né le 6 mai 1909 à Cully et mort le 15 janvier 1993 à Renens, est un coureur cycliste suisse et italien.

## Biographie
Alfredo Bovet fut professionnel à partir de septembre 1930. D'origine suisse, il devient italien après sa victoire à Milan-San Remo en 1932 où il bat le record de l'épreuve de plus d'une heure, après une échappée de plus de 100 km.

## Palmarès
- 1930
  - Targa d’Oro Città di Legnano
- 1931
  - Coppa San Geo
  - 3e de Milan-Modène
- 1932
  - Milan-San Remo
  - 2e des Trois vallées varésines
  - 2e du Grand Prix des Nations
  - 3e du Tour de la province de Milan
- 1933
  - Tour de Catalogne :
    - Classement général
    - 3e et 9e étapes

  - Trois vallées varésines
  - 2e de Milan-San Remo
  - 3e du championnat d'Italie sur route
  - 4e du Tour d'Italie
- 1935
  - Coppa Città di Busto Arsizio
  - 2e de Reus-Barcelone-Reus
  - 5e de Milan-San Remo
- 1937
  - 2e du championnat d'Italie de demi-fond
- 1938
  - 3e de Milan-San Remo
  - 3e du championnat d'Italie de demi-fond
- 1940
  - 2e du championnat d'Italie de demi-fond
- 1942
  - 2e du championnat d'Italie de demi-fond
- 1945
  - 2e du championnat d'Italie de demi-fond

## Résultats sur les grands tours

### Tour d'Italie
- 1931 : 13e
- 1932 : 45e
- 1933 : 4e
- 1934 : abandon (10e étape)
- 1935 : 56e
- 1936 : 31e
- 1937 : abandon (11eb étape)